# KG肌着
KG肌着（ケージーはだぎ）は、グンゼによって製造される、キッズ・ジュニア向けの肌着（アンダーウェア）である。

## 特徴

### ラインナップ
白色無地のベーシックなデザインで、100 cm - 160 cmサイズのラインナップがある。サイズは10センチ刻みで、それぞれ前後5センチの範囲の身長を基準とする（たとえば160センチサイズの場合、身長155 cm - 165 cmを対象とする）。ただし、日本では近年の子供の体型変化により、同じ身長でも手足が長い子供が増えてきており、このシリーズが主に対象とする小学生 - 中学生の場合、実際の身長よりも小さめのサイズの方が適する場合も多い。身長よりも、ウエスト、胸囲をもとにサイズを選ぶ必要がある。商品には、男子のブリーフ・半袖丸首シャツ（Tシャツ）・半袖U首シャツ・ランニングシャツ、女子のショーツ・スリーマーなどのラインナップがある。裾や腰周りなどを余裕を持って縫製されており、たとえば、150 cmの男児が120のブリーフでも、着用可能なように出来ている。

### 生地
この肌着の一番の特徴は、子供向けにもかかわらず素材に高級綿を使用していることであろう。これは同社のYGや快適工房で用いていたものと同じエジプト綿100％の生地であるが、それらのシリーズの商品よりも丈夫に作られている。商品のコンセプトとしては、「肌触りがなめらかで、ストレスが大幅に軽減される」「生地が丈夫で、洗濯を重ねても形や肌触りが持続する」ということであるが、実際に触っただけで、他の子供用ベーシックタイプの肌着との差は明らかである。

### 価格・購買層
ただし以上のような素材を使っているために、商品の価格が他の子供用肌着と比べて明らかに高いこと（たとえば、実売価格で男子用ブリーフはや半袖シャツは1枚600円程度）、すべて単品販売で2枚組や3枚組といったパッケージが用意されていないことから、1円でも安いものを買いたい主婦には人気がない。また、この肌着の生地の特質は、特に思春期をむかえる年齢の男子が着用するブリーフにおいて、そのデリケートな部分を守るという点で最もメリットを発揮すると考えられるが、近年の思春期男子はトランクスを好む者もおり、こうしたベーシックなデザインの白無地ブリーフを着用するのは必ずしも一般的ではない。また、そうした学校では、中学 - 高校と学年が上がっても、学生服のワイシャツの下に肌着のTシャツやランニングシャツを着用する生徒が多く（これに対して通常の中学・高校の場合にはワイシャツの下に何も着用しなかったり、色の付いたTシャツを着用することがクールであるという通念がある場合がある）、パンツをトランクスに変えても、シャツは同シリーズのような白色無地の肌着の着用を続けるのが一般的である。

### 販売
この肌着は、ごく一部の通販店でも販売されているが、主にスーパーや肌着店での販売が主で、グンゼの直営通販サイトですら、販売されていない（同サイトは、キッズ - ジュニアサイズの肌着を扱っていない）。